# Disminución de la natalidad durante la pandemia de COVID-19
La recesión económica global causada por la pandemia de COVID-19 en curso, identificada por primera vez en diciembre de 2019, resultó en un colapso del nacimiento de bebés, así como una disminución significativa en la tasa de natalidad, en muchos países. Se observaron mínimos históricos en la tasa de natalidad en Italia, Japón, Corea del Sur, Inglaterra y Gales. Francia experimentó su tasa de natalidad más baja desde la Segunda Guerra Mundial. La tasa de natalidad de China cayó un 15 % en 2020. Estados Unidos registró una caída del 4 % entre 2019 y 2020, según un informe de los Centros para el Control y la Prevención de Enfermedades, la más baja desde 1979.

## Causas
Se ha demostrado que los eventos de alta mortalidad en general dan como resultado una reducción en la concepción, como se ve en las tasas de natalidad nueve meses después. Lyman Stone en marzo de 2020 sugirió que la pandemia de COVID-19 causaría una reducción severa en la tasa de natalidad debido a la baja tasa de letalidad de la enfermedad, citando ocasiones en las que las altas tasas de mortalidad motivan un aumento en la tasa de natalidad para reponer las poblaciones. Un informe del Institución Brookings publicado en junio de 2020 proyectó una pérdida de 300 000 a 500 000 nacimientos en los Estados Unidos, citando correlaciones entre el empleo y la tasa de natalidad como se vio en la Gran Recesión de 2007-2008 y preocupaciones generales de salud pública como se vio en la tasa de natalidad durante la gripe española de 1918. Al principio, algunos sugirieron sin fundamento el inicio de un baby boom, probablemente basado en los mitos de los picos de la tasa de natalidad observados nueve meses después de eventos como cortes de energía y tormentas de nieve durante los cuales las personas están confinadas en el interior.

## Demografía
La tasa de natalidad de los Estados Unidos disminuyó un 4 % para las mujeres blancas y negras, un 3 % para las mujeres hispanas, un 6 % para las mujeres nativas americanas y un 8 % para las mujeres asiáticas americanas. La tasa de natalidad de las adolescentes fue la más afectada de cualquier grupo de edad, con una caída del 8 %, con una caída del 6 % de las mujeres entre 20 y 24 años y una caída del 4,8 % de las mujeres entre los 20 y los últimos años.